# Hradlo XNOR
Hradlo XNOR je integrovaný obvod s technologii TTL v řadě 7400.

## Logika hradla
Y = A*B+A\*B\

## Vstupy/Výstupy

### Vstupy
Vstupy: A1, A2, A3, A4, B1, B2, B3, B4

### Výstupy
Výstupy: Y1, Y2, Y3, Y4

## Řada 7400
- 7486: 4× dvouvstupové hradlo XOR
- 74136: 4× dvouvstupové hradlo XOR s výstupem s otevřeným kolektorem
- 74386: 4× dvouvstupové hradlo XOR